# Мелам-Киши
Мелам-Киши (шум. me-lem4-kiški) — правитель шумерского города-государства Киш, упоминаемый в Царском списке как 16-й царь I династии Киша. 
Сын Энменнуны, брат Барсальнуны. В Царском списке его правлению, как и всем ранним шумерским царям, приписывается неправдоподобная длительность — 900 лет. Согласно тому же источнику, ему наследовал Барсальнуна.
| I династия Киша           |                |                       |
| Предшественник: Энменнуна | правитель Киша | Преемник: Барсальнуна |